# Acontia upsilon
Acontia upsilon är en fjärilsart som beskrevs av Walker 1865. Acontia upsilon ingår i släktet Acontia och familjen nattflyn. Inga underarter finns listade i Catalogue of Life.